# كوينتانايلا فايفار
بلدية كوينتانايلا فايفار (بالإسبانية: Quintanilla Vivar)‏, هي إحدى بلديات مقاطعة برغش, التي تقع في منطقة قشتالة وليون, والتي تقع في شمال غرب إسبانيا.
يبلغ عدد سكانها 546 نسمة وفقاً لإحصائية سنة (2002).